# Vincent Lodewijk Gotti

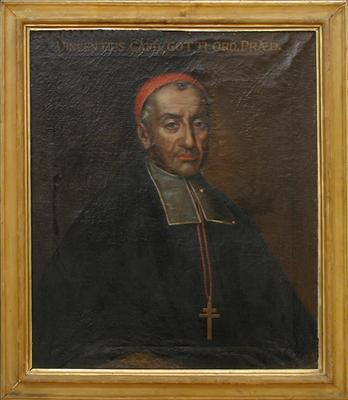
Schilderij van Vincent Lodewijk Gotti

Vincent Lodewijk kardinaal Gotti (5 september 1664 - 8 september 1742) was een Italiaans kardinaal-diaken.
Gotti werd geboren in Bologna en volgde zijn opleiding bij de Jezuïeten. Toen hij zestien jaar oud was, trad hij toe tot de orde van de Dominicanen. Hij studeerde in Salamanca en gaf daarna les in filosofie, eerst aan de universiteit van Mantua, later aan die van Bologna. In 1708 werd hij prior van het dominicanenklooster in Bologna. Hij ontwikkelde zich in deze tijd verder als wetenschapper en schreef verschillende verhandelingen over het Thomisme en Thomas van Aquino en tegen het calvinisme en het lutheranisme. In 1728 benoemde paus Benedictus XIII hem tot kardinaal en patriarch van Jeruzalem.
Als kardinaal maakte hij het conclaaf van 1740 mee, dat meer dan een half jaar duurde. Uiteindelijk werd kardinaal Prospero Lambertini gekozen. Deze zou tijdens het conclaaf hebben gezegd: "Als jullie een heilige zoeken, neem dan Gotti, als jullie een staatsman zoeken, neem dan Aldrovandi, maar als jullie een eerlijk mens zoeken, neem dan mij". Lambertini zou uiteindelijk als paus Benedictus XIV de geschiedenis in gaan.
- Bibliothèque nationale de France: cb14327866g (data)
- Catàleg d'autoritats de noms i títols de Catalunya: 981058525794506706
- Gemeinsame Normdatei: 117550361
- International Standard Name Identifier: 0000 0000 8104 7118
- Library of Congress Control Number: n89663724
- Nationale Bibliotheek van Tsjechië: mzk2010591325
- Nederlandse Thesaurus van Auteursnamen: 07063503X
- Réseau des bibliothèques de Suisse occidentale: 02-A013467119
- Istituto Centrale per il Catalogo Unico: MILV164032
- Système universitaire de documentation: 252520815
- Virtual International Authority File: 25383044
- WorldCat: E39PBJqfDmbt7v3HdCGgjPTyh3